# Venerupis
Venerupis è un genere di molluschi bivalvi della famiglia Veneridae.

## Specie
Il genere presenta le seguenti specie:     
- Venerupis anomala (Lamarck, 1818)
- Venerupis aspera (Quoy & Gaimard, 1835)
- Venerupis corrugata (Gmelin, 1791) chiama in passato Venerupis senegalensis
- Venerupis cumingii (G. B. Sowerby II, 1852)
- Venerupis galactites (Lamarck, 1818)
- Venerupis geographica (Gmelin, 1791)
- Venerupis glandina (Lamarck, 1818)
- Venerupis largillierti (R. A. Philippi, 1847)
- Venerupis rugosa G. B. Sowerby II, 1854

Non sono invece riconosciute:
- Venerupis aurea (Gmelin, 1791) accettata invece come Polititapes aureus (Gmelin, 1791)[2][3](Longone[4])
- Venerupis decussata (Linnaeus, 1758) accettata come Ruditapes decussatus (Linnaeus, 1758)
- Venerupis philippinarum (A. Adams & Reeve, 1850) accettata come Ruditapes philippinarum (A. Adams & Reeve, 1850)